# Aldair da Silva
Aldair da Silva (Campo Erê, 7 de novembro de 1991 — Joinville, 21 de outubro de 2022), mas conhecido com Aldair ou ainda como Aldagol, foi um futebolista brasileiro com passagens por muitos times de Santa Catarina, o principal deles o Joinville onde foi revelado e marcou os gols 3000 e 3500 da história do clube, atuou também no Futebol 7 do JEC, seu ultimo clube foi o Nação Esportes em 2020.

## Carreira
Fez sua base e começou sua carreira no Joinville em 2009, onde teve marcantes como ter feito o gol 3000 do clube, no jogo contra o Brusque, na estreia do catarinense daquele ano e o título do campeão brasileiro da Série C 2011 e fez um dos gols da vitória por 3–1 no jogo de ida da final sobre o CRB fora de casa. O coelho ainda venceria o jogo de volta por 4–0.
Voltou em 2016 e em 2017, volta a marcar um gol histórico, no empate em 2–2 contra o Almirante Barroso, Aldair fez o gol 3500 da historia do JEC.

## Morte
Em maio de 2022, o ex-jogador descobriu um câncer de pele, quando promoveu uma campanha nas redes sociais para arrecadar dinheiro para o tratamento. Na ocasião, o Joinville e o Brusque — onde o ex-jogador também atuou — promoveram ações. Em setembro, o ex-jogador chegou a receber alta do Hospital São José, na cidade do Norte de Santa Catarina, mas seu estado de saúde piorou ao longo de outubro de 2022. Ele chegou a iniciar o tratamento de radioterapia, mas não resistiu.
Morreu em 21 de outubro de 2022, aos 30 anos de idade. Deixando a esposa e um filho.

## Títulos
Vitória
- Copa do Nordeste: 2010

Joinville
- Campeonato Brasileiro Série C: 2011